# Aéroport de Sandspit
K'il Kun Xidgwangs Daanaay, anciennement l'aéroport de Sandspit, est un aéroport situé en Colombie-Britannique, au Canada.

## Crash du Douglas DC-4
Le 19 janvier 1952, un Douglas DC-4 du Vol 324 de Northwest Orient Airlines a tenté d'atterrir à l'aéroport de Sandspit en raison d'une panne moteur. Bien que l'avion se soit posé sur la piste, il a décollé à nouveau avant de s'immobiliser. Incapable de retrouver sa vitesse et son altitude perdues, l'avion a heurté l'eau à environ 4 500 pieds (1 371,6 mètres) de l'extrémité de la piste. 36 des 43 passagers et membres d'équipage à bord sont morts à cause d'hypothermie ou de noyade.

## Compagnies aériennes et destinations
| Compagnies         | Destinations |
| ------------------ | ------------ |
| Air Canada Express | Vancouver    |

Édité le 02/05/2025